# Bitka pri zalivu Delaware
Bitka pri zalivu Delaware ali Bitka pri Cape May je bila pomorska bitka med Kraljevino Veliko Britanijo in Združenimi državami Amerike med ameriško revolucionarno vojno. Britanska sila treh plovil je napadla tri ameriške zasebne ladje, ki so spremljale floto trgovskih ladij. Boj, ki je sledil v zalivu Delaware blizu Cape Maya, se je končal z ujetjem britanske vojne ladje HMS General Monk.

## Bojni razpored
Kontinentalna mornarica:
- Hyder Ally vodilna ladja
- Charming Sally
- General Greene

Kraljevska mornarica:
- HMS Quebec, fregata, vodilna ladja
- HMS General Monk, vojna ladja
- Fair American, brig